# Rotsridderwants
De rotsridderwants (Spilostethus saxatilis) is een wants uit de familie bodemwantsen (Lygaeidae).

## Uiterlijk
Deze soort wordt gekenmerkt door de rode vlekken met verschillende vormen op een zwarte achtergrond. Het halsschild heeft drie rode strepen die in de lengte lopen. Het hemi-elytrum (de deels verharde voorvleugel) is zwart-rood gevlekt, terwijl het membraan (doorzichtig deel van de voorvleugel) zwart is. Het connexivum (aan de zijkant zichtbare deel achterlijf) is afwisselend rood en zwart gekleurd. De lengte is 8.5 – 12,5 mm.

## Verspreiding en habitat
Hij komt voor in het zuiden van Midden-Europa in Zuid-Europa en het Middellandse Zeegebied. Naar het oosten is hij verspreid tot in Klein-Azië en het gebied rond de Kaspische Zee. In Nederland en België is hij zeldzaam. In het zuiden van België wordt hij vaker waargenomen. De soort komt voornamelijk voor in warme, droge open gebieden. Hij kan zonnend worden waargenomen op de rotsen. Vandaar zijn naam S. saxatilis, dat is afgeleid van het Latijnse woord saxum, dat rots betekent. Maar ze kunnen ook worden gevonden in nattere habitats zoals moerassen.

## Leefwijze
De wants is polyfaag met een voorkeur voor eitjes en zaden en leeft op kruidachtige planten. Tot de voedselplanten behoren planten uit bijvoorbeeld de streepvarenfamilie (Aspleniaceae), composietenfamilie (Asteraceae) en schermbloemenfamilie (Apiaceae). De imago’s overwinteren en de paring vindt plaats in mei en juni. De nieuwe volwassen generatie verschijnt in augustus.

## Exotische familieleden
In Nederland en België zijn er ook exoten van het geslacht Spilostethus waargenomen. Het is beslist niet zeker of zij zich blijvend zullen vestigen:

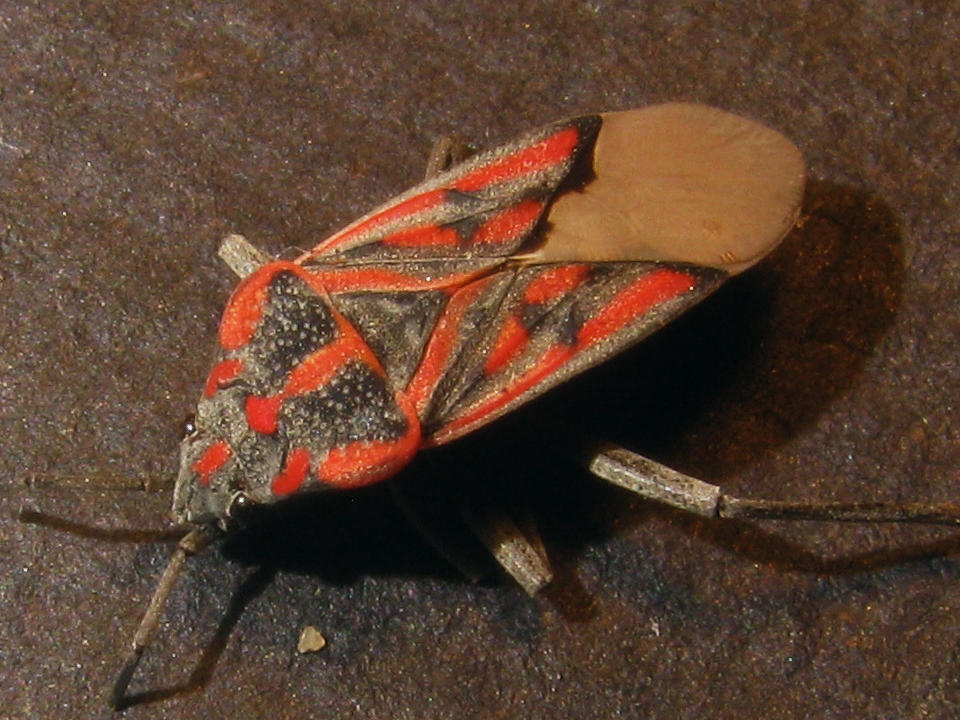
Spilostethus crudelis

Spilostethus crudelis (Fabricius, 1781) Waargenomen in Nederland. Een wants met een vergelijkbare tekening als Spilostethus saxatilis, maar het doorzichtige deel van de voorvleugels (membraan) is licht. Hoogstwaarschijnlijk is hij met planten meegereisd, want hij is inheems in de regio's South-west Cape en de Drakensbergen in Zuid-Afrika.
Naar aanleiding van de genoemde waarneming is contact opgenomen met het South African Museum en is het Nederlandse exemplaar door regionale experts aldaar op naam gebracht. De soort lijkt zeer veel op de Spilostethus rivularis, eveneens origineel beschreven van de Kaap, maar met een groter verspreidingsgebied. Het mannelijk genitaal van beide soorten is gelijk. Het zou dus kunnen dat in de toekomst beide soorten gesynonimiseerd worden.

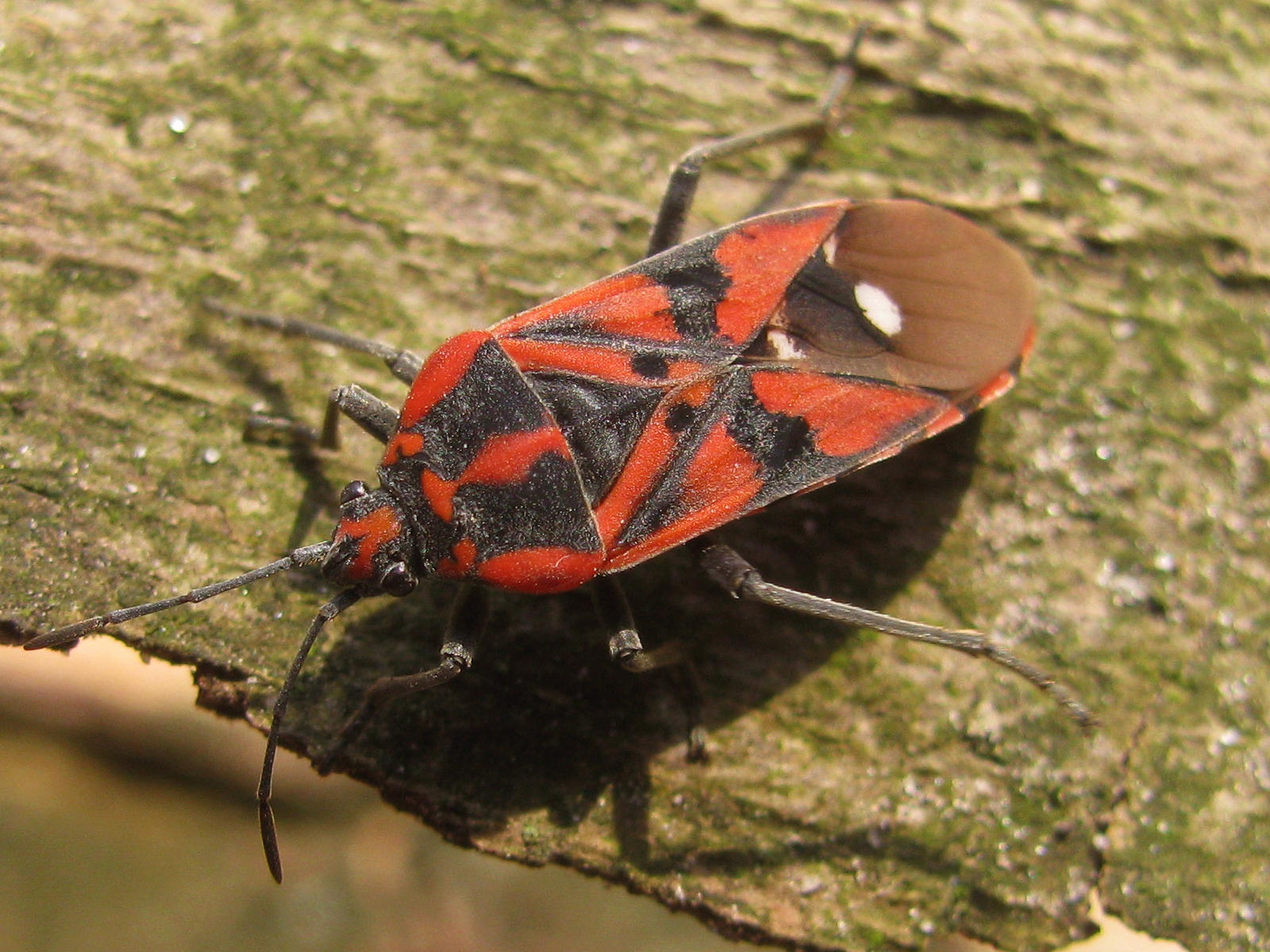
Spilostethus pandurus

Spilostethus pandurus (Scopoli, 1763) Waargenomen in België (misschien een dwaalgast). De wants is rood met een zwarte tekening. Het hemi-elytrum is rood met een zwarte vlek, die de beide zijkanten van verbindt, terwijl het membraan bruin is met een wit vlekje. Het schildje (scutellum) is zwart. De Latijnse naam heeft betrekking op de pandoer. Karakteristiek voor de pandoeren in dienst van Franz Freiherr von der Trenck (1711- 1749) waren hun rode kapmantels.
De soort is paleotropisch verspreid vanuit Afrika naar Azië en Australië. In Europa is hij te vinden in het Middellandse Zeegebied. Hij is polyfaag.